# Cristallo di Reinke
I cristalli di Reinke o cristalloidi di Reinke, in istologia, sono strutture subcellulari contenute nel citoplasma delle cellule di Leydig del testicolo.

## Funzione
Sebbene a tutt'oggi l'esatta composizione e la funzione di questi corpuscoli non siano conosciute, è noto che essi contengono proteine e che aumentano nella cellula con l'età.

## Patologia
In cellule tumorali, l'eventuale presenza di cristalli di Reinke è sufficiente per porre diagnosi di tumore a cellule di Leydig.